# ملاستوما مالاباتریکام
ملاستوما مالاباتریکام (نام علمی: Melastoma malabathricum) نام یک گونه از راسته موردسانان است.